# Sant'Agata Fossili
Sant'Agata Fossili är en ort och kommun i provinsen Alessandria i regionen Piemonte i Italien. Kommunen hade 400 invånare (2018).